# Le Pâquier (Val-de-Ruz)
Le Pâquier (toponimo francese) è una frazione di 212 abitanti del comune svizzero di Val-de-Ruz (Canton Neuchâtel).

## Geografia fisica
Le Pâquier si trova all'estremità settentrionale della valle Val-de-Ruz formata dal fiume Le Seyon, a nord del lago di Neuchâtel.

## Storia
Già comune autonomo che si estendeva per 9,58 km² e che comprendeva anche le frazioni di Derrière-Pertuis, La Joux-du-Plâne e Les Bugnenets, in seguito all'esito favorevole del referendum del 27 novembre 2011 il 1º gennaio 2013 è stato aggregato agli altri comuni soppressi di Boudevilliers, Cernier, Chézard-Saint-Martin, Coffrane, Dombresson, Engollon, Fenin-Vilars-Saules, Fontainemelon, Fontaines, Les Geneveys-sur-Coffrane, Les Hauts-Geneveys, Montmollin, Savagnier e Villiers per formare il nuovo comune di Val-de-Ruz.

## Società

### Evoluzione demografica
L'evoluzione demografica è riportata nella seguente tabella:
Abitanti censiti

## Economia
L'economia locale si basa prevalentemente sui settori agricolo e artigianale e sul turismo: presso Le Pâquier, a 1 091 m s.l.m., si trova la stazione sciistica di Les Bugnenets-Savagnières, attrezzata per lo sci alpino e lo sci di fondo.